# Agosia chrysogaster
Agosia chrysogaster es una especie de pez de la familia de los
Cyprinidae en el orden de los Cypriniformes.

## Reproducción
Es ovíparo.

## Hábitat
Es un pez de agua dulce.